# Château de Morsbroich
Le château de Morsbroich (Schloss Morsbroich en allemand) est un château situé à Leverkusen, en Allemagne. Il se trouve à l'est du centre-ville, dans l'ortsteil d'Alkenrath (de).
Cette ancienne commanderie de l'ordre Teutonique, reconstruite au XVIIIe siècle dans le style baroque, abrite depuis 1951 un musée d'art contemporain, le Museum Morsbroich.